# Alexandrine Fanier
Alexandrine Louise Fanier, née le 26 octobre 1745 à Cambrai et morte le 3 juin 1821 à Montmartre, est une actrice française.

## Biographie
Avec Mademoiselle de Boufflers pour marraine, Fanier a débuté à la Comédie-Française, le 11 janvier 1764 dans les rôles de Finette et de Lisette, du Dissipateur et du Préjugé vaincu, elle les a terminé, le 25 juin, dans le rôle de Colette, dans Les Trois cousines.
Élève de Molé, celui-ci a obtenu une pension de 500 livres pour avoir produit un tel sujet. Bien qu’elle ne soit encore jamais montée sur scène, elle a été, malgré son inexpérience, bien accueillie.
Reçue, le 30 janvier, aux appointements de 2 000 livres, admise comme sociétaire à demi-part, le 19 mars 1766, puis à part entière, le 18 avril 1780, elle s’est signalée par sa vivacité, sa gaieté et sa finesse dans l’emploi des soubrettes. En dehors du répertoire courant, elle a créé 22 rôles, dont notamment Betsy dans Eugénie (1767), Agathe, à la Partie de chasse (1774), Nérine, du Célibataire, 1775, lady Halifax, du Chevalier à Londres (1778).
D’une santé délicate, elle s’est retirée, le 31 mars 1786, le soir où Brizard, Madame Préville et son mari terminaient également leur carrière. Depuis le 1er avril 1765, elle touchait 4 000 livres, soit 2 000 pour appointements et 2 000 pour gratification, sommes payables de mois en mois. Elle est partie avec une pension de 1 500 livres sur la comédie, et une autre de 1 000 livres, accordé en deux fois par le roi, en 1783 et 1786.
Elle avait tourné la tête à bien des gens et particulièrement au chevalier Dorat, qu’elle n’a quitté qu’à son lit de mort. D’aucuns prétendaient même qu’ils s’étaient unis par un mariage secret. L’historien Auguste Jal a vu chez le notaire Fourchy le nom d’Alexandrine Fanier au bas d’une constitution de rente de 240 livres sur l’Hôtel de ville, faite « à raison du dernier 25, moyennant la somme de 6 000 livres versée, le 7 aout 1787 par Mademoiselle Fanier, pensionnaire du roi ».
Elle a résidé rue de Condé, au Riche laboureur, de 1760 à 1780, puis rue de Vaugirard. Le 11 frimaire an II (1er décembre 1793), âgée de 48 ans, elle a épousé Louis Marie Gosse âgé de 32 ans, né le 7 janvier 1762 à la Montagne du Bel Air.
Résistant à toutes les propositions qui lui ont été faites pour remonter sur scène par Mademoiselle Raucourt, Sageret, etc. elle a préféré s’abstenir, pour vivre tranquillement à Saint-Mandé en 1810. Atteinte d’une maladie chronique, elle a passé les deux dernières années de sa vie dans une maison de santé à Montmartre, où elle a fini ses jours. Son mari a été huissier de la chambre du roi sous la Restauration. 

## Théâtre

### Carrière à la Comédie-Française
Entrée en 1764
Nommée 155e sociétaire en 1766
Départ en 1786
(source : Base documentaire La Grange sur le site de la Comédie-Française)
- 1764 : Tartuffe de Molière : Dorine
- 1764 : Le Préjugé vaincu de Marivaux : Lisette
- 1765 : Le Menteur de Pierre Corneille : Isabelle
- 1765 : Crispin rival de son maître d’Alain-René Lesage : Lisette
- 1765 : Le Médecin malgré lui de Molière : Jacqueline
- 1765 : Les Fourberies de Scapin de Molière : Nérine
- 1766 : Le Dépit amoureux de Molière : Marinette
- 1766 : La Coupe enchantée de Jean de La Fontaine et Champmeslé : Perrette
- 1766 : Le Joueur de Jean-François Regnard : Nérine
- 1766 : Turcaret ou le Financier d’Alain-René Lesage : Marine
- 1766 : Le Baron d'Albikrac de Thomas Corneille : Lisette
- 1766 : Amphitryon de Molière : la Nuit
- 1766 : Le Chevalier à la mode de Dancourt : Lisette
- 1766 : Les Précieuses ridicules de Molière : Marotte
- 1766 : Le Joueur de Jean-François Regnard : Mme La Ressource
- 1766 : Le Légataire universel de Jean-François Regnard : Lisette
- 1766 : Le Dépit amoureux de Molière : Ascagne
- 1766 : Le Festin de pierre de Thomas Corneille d’après Molière : Mathurine
- 1766 : Le Café ou l'Écossaise de Voltaire : Polly
- 1767 : Eugénie de Beaumarchais : Betsy
- 1767 : L’Amour médecin de Molière : Lucrèce
- 1767 : L’École des femmes de Molière : Georgette
- 1767 : Le Joueur de Jean-François Regnard : Mme Adam
- 1767 : L’Homme à bonnes fortunes de Michel Baron : Cidalise
- 1767 : Le Legs de Marivaux : Lisette
- 1767 : Monsieur de Pourceaugnac de Molière : Nérine
- 1768 : Les Valets maîtres de Marc-Antoine-Jacques Rochon de Chabannes : Finette
- 1768 : Laurette de Gérard Du Doyer de Gastels : la femme de chambre
- 1768 : Hylas et Sylvie de Marc-Antoine-Jacques Rochon de Chabannes : Aglaé
- 1768 : George Dandin de Molière : Claudine
- 1768 : Les Folies amoureuses de Jean-François Regnard : Lisette
- 1768 : L’École des maris de Molière : Lisette
- 1769 : Les Étrennes de l’amour de Jean-François Cailhava de L'Estandoux : Zirphé
- 1769 : Julie ou le Bon père de Dominique-Vivant Denon : Agathe
- 1769 : Le Mercure galant d’Edme Boursault : Oriane
- 1770 : Turcaret ou le Financier d’Alain-René Lesage : Lisette
- 1770 : Le Marchand de Smyrne de Sébastien-Roch Nicolas de Chamfort : Fatmé
- 1771 : Le Fabricant de Londres de Charles-Georges Fenouillot de Falbaire : Betsy
- 1771 : Le Persifleur d'Edme-Louis Billardon de Sauvigny : la baronne de...
- 1771 : Don Japhet d'Arménie de Paul Scarron : Marine
- 1771 : Les Amants sans le savoir de Claire-Marie Mazarelli de Saint-Chamond : Lise
- 1771 : Le Fils naturel de Denis Diderot : Justine
- 1771 : Les Plaideurs de Jean Racine : la comtesse
- 1771 : Le Philosophe sans le savoir de Michel-Jean Sedaine : Sophie
- 1772 : L’Anglomane de Bernard-Joseph Saurin : Finette
- 1773 : L’Assemblée d’Augustin-Théodore Lebeau de Schosne, suivi de L’Apothéose de Molière (ballet)
- 1773 : Le Centenaire de Molière de Jean-Baptiste Artaud : Claudine
- 1773 : La Feinte par amour de Claude-Joseph Dorat : Dorine
- 1773 : La Partie de chasse de Henri IV de Charles Collé
- 1774 : La Comtesse d'Escarbagnas de Molière : Andrée
- 1774 : Les Amants généreux de Marc-Antoine-Jacques Rochon de Chabannes : Fanchette
- 1775 : Le Célibataire de Claude-Joseph Dorat : Nérine
- 1776 : Le Malheureux imaginaire de Claude-Joseph Dorat : Mme de Folange
- 1777 : L’Inconséquent ou les Soubrettes de Pierre Laujon : Fanchette
- 1778 : Le Chevalier français à Londres de Claude-Joseph Dorat : Lady Halifax
- 1778 : Le Chevalier français à Turin de Claude-Joseph Dorat : Rose
- 1779 : Roséide ou l’Intrigant de Claude-Joseph Dorat : Lise
- 1781 : La Discipline militaire du Nord d’Adrien-Chrétien Friedel (d) et Pierre-Louis Moline : le comte de Rosembourg
- 1782 : Le Flatteur d’Étienne-François de Lantier : Rosette
- 1782 : Henriette de Mademoiselle Raucourt : Lisbeth
- 1784 : Le Jaloux de Marc-Antoine-Jacques Rochon de Chabannes : Marton

## Iconographie
- Gustave Moreau, « Portrait en médaillon du buste d’Alexandrine Fanier : d’après une estampe anonyme du XVIIIe siècle », sur artcurial.com (consulté le 1er septembre 2020).
- Bibliothèque nationale, catalogue Duplessis 15,277.
- En buste, de 3/4 à gauche, gravé par Frédéric Hillemacher, 1860.
- En buste de 3/4 à droite dans un ovale, gravé par Saugrain, d’après Moreau le jeune, 1773, avec ce sixain :

Sur la scène comique ou règne l’imposture,

On applaudit son jeu, son minois séducteur,

Mais chez elle bientôt rendue à la naturel,

La gaité, la franchise et l’aimable candeur

Changent en amis de son cœur

Tous les amans de sa figure.